# Rolf Ricke
Rolf Ricke (* 9. Juni 1934 in Kassel) ist ein deutscher ehemaliger Galerist und Kunstsammler, dem viele heute anerkannte Künstler ihre Entdeckung und Etablierung verdanken.

## Leben
Als Jugendlicher beeindruckten Rolf Ricke neuartige Hörerfahrungen durch den US-Radiosender AFN und besonders der Besuch einer Opernaufführung von Aida, sodass er, ein Liebhaber klassischer Musik geworden, sich nach der Mittleren Reife an einem Kasseler Gymnasium in seiner Heimatstadt zum Musikalienhändler ausbilden ließ. Mit dem Wunsch, an der Produktion von klassischen Schallplatten, vor allem der Verbindung von deutschen Orchestern mit amerikanischen Künstlern, beteiligt zu sein, ging Rolf Ricke 1956 zu Philips nach Hamburg. Dort begann er im Verkauf und gelangte über die Stationen Innen- und Außendienst in die Produktionsabteilung. Da der Vertriebsvertrag der amerikanischen Plattenfirma mit Philips 1961 nicht verlängert wurde, wechselte er 1962 zur extra für den Auslandsvertrieb gegründeten neuen US-Plattenfirma CBS Records nach Frankfurt am Main, wo er mithalf, das Programm und die Vertriebswege auszubauen. An Künstlerverhandlungen war Rolf Ricke nicht beteiligt, er übernahm aber repräsentative Aufgaben wie Blumenübergaben nach Konzerten und Stadtführungen. Sein Arbeitsverhältnis dauerte bis Dezember 1964.
Vor seinem Berufseintritt 1956 hatte Rolf Ricke ein weiteres, noch beeindruckenderes Kunsterlebnis: die erste documenta 1955. Das innovative Präsentationskonzept weckte in ihm den Wunsch, vergleichbare Kunstvermittlung zu betreiben. Die documenta II im Jahr 1959 fotografierte er komplett ab. Nicht zuletzt aufgrund seiner USA-Affinität fand Ricke sofort Zugang zu Jackson Pollock als Initialzündung für ein generelles Interesse an amerikanischer Kunst. Zunächst begann er für sich selbst Druckgrafik zu sammeln. Zwecks Finanzierung ging er zum Provisionshandel über. 1961 vertiefte er seine Begegnung mit dem Werk Jackson Pollocks in der Kunstsammlung Nordrhein-Westfalen in Düsseldorf.
Im Herbst 1963 erfolgte die Gründung von Rolf Rickes „Kleinen Galerie Kassel“ in den Nebenräumen einer Buchhandlung gegenüber der Kasseler Friedenskirche. Das Angebot umfasste illustrierte Bücher, wichtige Kunstzeitschriften, Mappenwerke, Originalplakate, Grafik, Zeichnungen und Aquarelle. Im Frühjahr 1964 expandierte sie zur „Galerie Ursula Ricke“ in den Kellerräumen der Hessischen Brandversicherungsanstalt Kassel. Für das erhöhte Besucheraufkommen im Zuge der documenta III im Juni 1964 war Ricke somit bestens gerüstet, denn auch sein Angebot an internationaler Druckgrafik hatte er erweitert.
Ricke wagte sich 1964 ans berufliche Umsatteln und schied bei der CBS aus. Die Galerie erhielt 1965 den Namen „Galerie Ricke“ und wurde sein Lebensinhalt. Im Auftrag des Sammlers Hans-Joachim Etzold unternahm Ricke im Januar 1965 eine erste Reise nach New York. Dort kam es zum Abschluss eines Exklusivvertrages mit dem Grafikverlag ULAE (Universal Limited Art Editions), der ihm den Vertrieb von deren Grafik in Europa sicherte. Außerdem tätigte er Käufe von Grafiken von Jim Dine, Robert Rauschenberg, Robert Motherwell, James Rosenquist und anderen. Er besuchte auch die Ausstellung „American Supermarket“ (u. a. Richard Artschwager, Roy Lichtenstein, Claes Oldenburg, Andy Warhol, Robert Watts, Tom Wesselmann) in der Paul Bianchini Gallery. Bianchini lernte er persönlich ein Jahr später kennen. Ricke bezeichnet beide Ereignisse als „gewaltige Schlüsselerlebnisse“. Es entstand eine gute Zusammenarbeit und ein reger Gedanken- und Werkaustausch. Bianchini gab seine Galerie bald auf und siedelte nach Frankreich über. Angetan von der Szene, entwickelte Ricke in der Folge den Typus der Produzentengalerie, das heißt nicht mehr die Kunstwerke trafen aus den USA ein, sondern die Künstler selbst, die darauf in Rickes Räumlichkeiten ihre Werke schufen. Ricke begleitete quasi den Entstehungsprozess in einer Art Ateliersituation. Der erste, mit dem er diesen Weg ging, war Gary Kuehn, dem er ein Atelier in der Kasseler Werkkunstschule vermittelte und für ihn Materialien wie Fiberglas, Schrott und Drahtseile heranschaffte. Freunde und Bekannte meinten, er verrenne sich in etwas von minderem Wert und Bedeutung und versuchten ihn von seinem Engagement abzubringen. Für Ricke stand eine Kehrtwende außer Frage. Im Gegenteil, er begründete 1967 die Art Cologne (damals noch „Kölner Kunstmarkt“) mit. Und immer noch musste er sein Kunstverständnis gegen Sticheleien wie „merkwürdige Gebilde“, so 1968 im Spiegel, verteidigen.
1967 und 1968 hatte Ricke aufgrund seiner Kontakte zu amerikanischen Künstlern eine Weitsicht entwickelt, die der documenta, die 1968 zum vierten Mal aufgelegt und von Minimal Art und Pop Art beherrscht wurde, voraus war. So hatte er außer den Arbeiten von Gary Kuehn auch bereits die von George Brecht, Peter Young und Barry Flanagan präsentiert. Eingetaucht in die Kölner Kunstwelt, den Kölner Kunstmarkt und die Galerieschau des Kölnischen Kunstvereins, zog es ihn in die Domstadt. Im Dezember 1967 ließ er sich dort nieder. Im März 1968 wurde auch die Galerie nach Köln verlagert, wodurch der Ruf der Stadt als Galeriezentrum Deutschlands zusätzlich gefestigt wurde. In der ersten Programm-Ausstellung waren Richard Artschwager, Jo Baer, Dan Christensen, Gary Kuehn, Lee Lozano, Richard Serra, Keith Sonnier und Peter Young vertreten. Einzelausstellungen – jeweils erstmals in Europa – gab es von Bill Bollinger, Keith Sonnier, Richard Serra (alle 1968), Jo Baer, Lee Lozano (1969), Alan Cote, Peter Young, Harriet Korman, Lewis Stein (alle 1970). Überhaupt wurde die Galerie Ricke zum europäischen Premierenort für die Minimal und die Postminimal Art bzw. Process Art. Rolf Ricke begleitete das Schaffen von Richard Artschwager, Donald Judd, Richard Serra, Bill Bollinger, Barry Le Va, Keith Sonnier. Er förderte David Reed, Matthew McCaslin, Steven Parrino, Laurie Parsons, Jessica Stockholder und Fabián Marcaccio. Im November 1969 verhalf er Harald Szeemann, dem Kurator der gewissermaßen revolutionären, auf jeden Fall vielfach angefeindeten, letztlich aber „epochemachenden“ Ausstellung „Live in Your Head – When Attitudes Become Form“ (Berner Kunsthalle) zur Berufung, die documenta 5 durchzuführen.
Zwischendurch organisierte er immer wieder mal Filmreihen und Konzerte. Angefangen mit der Vorführung des Hundertwasser-Films Am Rande der Sonne Halt im September 1967 im Hermann-Schafft-Haus in Kassel über die Philip-Glass-Konzerte im Frühjahr 1969 (in den eigenen Räumen) und drei Jahre später anlässlich der Kölner Kunsttage (in der Cinemathek des Wallraf-Richartz-Museums) nebst der Aufführung von Sonniers Proszenium in den Kammerspielen Köln bis hin zu einer kleinen Konzertfolge zum Jahreswechsel 1989/1990 im Belgischen Haus in Köln (Hermann Kretzschmar zum einen und Wolfgang Güttlers Trio Basso zum anderen). Ab Ende der 1980er Jahre saß er etwa ein Jahrzehnt lang in der Jury des Bonner Kunstfonds. In den 1990ern war es ihm ein Anliegen, wenn er in New York weilte (was mehrmals im Jahr der Fall war), alle dortigen Künstler, die er vertrat, einmal an einem Tisch zu einem gemeinsamen Essen zu versammeln.
2004 gab er seine Galerie auf und 2006 verkaufte er seine Sammlung. Er zog „wie befreit von Galeriegeschäft und Sammlung“ und durch den Verkaufserlös vom Erwerbsleben unabhängig geworden, nach Berlin, um sich mit neu erworbener Kunst zu umgeben und von Zeit zu Zeit als Kurator, als Referent oder als Berater zu wirken.

## Galerie
Nach den Vorstufen in Kassel begann in Köln die eigentliche Wirkungsgeschichte der Galerie, denn dort wurde der weltweite Ruf als Inbegriff der avantgardistischen Galerie begründet. Von März 1968 bis Januar 1975 befand sie sich in der Lindenstraße. In der Anfangszeit gab es gerade mal fünf Stammkunden und ungefähr 30 Gelegenheitskäufer. Dann, ab dem 15. Januar 1975, befand sie sich in der Altstadt-Süd, Straße „Am Rinkenpfuhl“, in einem früheren Auslieferungslager eines Verlages. Auf das durch audiovisuelle Trendmedien gewandelte Kunstinteresse reagierte Ricke, indem er sich mit einer Galeristin zusammentat, das Angebot somit anpasste und das Wort „Projection“ in den Galerienamen integrierte. Einige der von ihm vertretenen Künstler waren auf diesem Gebiet aktiv geworden und er hatte einerseits Filme von Sonnier und Serra bei sich, die er nicht vorführen konnte, und andererseits gab es eine andere Galerie, die sich der Filmwerke seiner Künstler angenommen hatte und sie auch vorführte. Eine Fusion, genauer ein symbiotisches, synergetisches Nebeneinander, hatte sich angeboten. Gezeigt wurden in der Doppelgalerie Filme von unter anderem Joseph Beuys, Joan Jonas, Edward Ruscha, Yvonne Rainer, Paul Sharits und Videotapes von Bruce Nauman, Peter Campus und Friederike Pezold. Mit Fotografien (z. B. von Barry Le Va, Edward Ruscha, Keith Sonnier), Künstlerfilmen und Videokunst ließen sich jedoch keine Geschäfte machen. Dann, im November 1976, änderte die Galerie abermals ihren Standort; jetzt residierte sie am Friesenplatz. Eine Öffnung zur deutschen Kunst hin vollzog sich 1979. Ende 1981 hatte die Galerie eine letzte Adresse in der Volksgartenstraße. Hier wurden zum Beispiel Jürgen Meyer, Volker Tannert, Ulrike Nattermüller und Horst Münch Ausstellungen zuteil, wobei auch Gegenüberstellungen mit Artschwager, Rosenquist oder Rückriem vorgenommen wurden.
Als Fazit kann man sagen, dass sich die Galerie in Köln vor allem der amerikanischen Minimal Art, Postminimal Art und Prozesskunst, Richtungen die zu diesem Zeitpunkt in unseren Breiten noch weitestgehend unbekannt waren, widmete. Richard Serra und Keith Sonnier hatten in Rickes Räumen ihre ersten Ausstellungen überhaupt. Die Popularität amerikanischer Künstler wie Donald Judd, Richard Artschwager, Barry Le Va, Lee Lozano und Gary Kuehn wurde auf Europa übertragen, die von jungen Künstlern wie Jessica Stockholder, Steven Parrino, Cady Noland oder David Reed angestoßen. James Rosenquists Erfolge wurden fortgesetzt. Auch deutsche und europäische Positionen von Birgit Werres, Holger Bunk und Günter Umberg wurden vorgestellt. Eine Vorbildfunktion hatte er in Sachen Ansprechbarkeit für und Zusammenarbeit mit den Künstlern. Insbesondere für die Maler und Bildhauer aus den USA war Ricke der Verbindungsmann nach Europa.
2004 fand die letzte Ausstellung statt.
Es sollte keine Rückschau geben oder etwas anderes Sentimentales, sondern sie sollte die Aufrichtigkeit, mit der Ricke junge Künstler förderte, noch einmal unterstreichen. So fiel die Wahl auf den jungen Japaner Gajin Fujita, der sein Europadebüt bereits in Rickes Galerie gegeben hatte. Das Ausstellungsende war am 14. Dezember und bis Weihnachten fand eine Hauruck-Räumung statt, in der auch viel Aktenmaterial unüberlegt weggeworfen wurde. „Überliefertes“ befindet sich in Form des „Rolf-Ricke-Archivs“ in der Akademie der Künste, Berlin.

## Sammlung
Rolf Ricke erwarb meist beim ersten Atelierbesuch oder der ersten Ausstellung eines Künstlers ein Werk von ihm als Geste im Zuge des Kennenlernens und als Bekenntnis zu dessen Arbeit. Auf diese Weise trug er eine Sammlung zusammen, die sowohl Frühwerke, die sich erst später als Schlüsselwerke herausstellten, als auch Dokumente des Ausprobierens bei Künstlern, deren Entwicklung in andere Richtungen verlief, als auch Raritäten von aus dem Kunstbetrieb wieder ausgestiegenen Künstlern beinhaltet. Die kunsthistorische Bedeutung der einzelnen Objekte konnte Ricke noch gar nicht abschätzen; sie ist deshalb nicht seine Intention gewesen, vielmehr hat er aus Spontaneität, aus dem Miterleben, der Bewahrung des Genussmoments heraus entschieden. Erst im Nachhinein konnte das, was da nicht planmäßig als Prestigeobjekte oder als Wertanlage zusammengetragen wurde, sondern authentisch ein Galeristenleben in Auszügen wiedergibt, in den Rang einer „Sammlung“ versetzt werden.
Diese Sammlung wurde 2005 erstmals im Nürnberger Neuen Museum öffentlich gezeigt, wobei dem Museumsdirektor eine Ankauf-Option vorschwebte. Die 5,8 Millionen Euro, die für die 152 Werke seinerzeit hätten aufgebracht werden sollen, ließen ihn jedoch davon Abstand nehmen. Das Museum für Moderne Kunst in Frankfurt/Main (MMK), das Kunstmuseum St. Gallen und das Kunstmuseum Liechtenstein erwarben im Herbst 2006 gemeinsam für den inzwischen um knapp eine Million reduzierten Kaufpreis die Sammlung. Trotz besitzrechtlicher Dreiteilung soll jede der Einrichtungen in Absprache vollumfänglichen Zugriff für Ausstellungszwecke haben und Einzelstücke als Gegenleihgaben verwenden dürfen.

## Bedeutung
Ricke „zählt zu den bedeutendsten Vermittlern zeitgenössischer Kunst in Deutschland“. Der Entdecker und Förderer von Minimal Art, Postminimal Art und Prozesskunst blieb „nicht in seiner eigenen Generation stecken […]. Von der Position, die er in der eigenen Generation gewonnen hat, hat er in den achtziger und neunziger Jahren den Bogen zu jungen Künstlerinnen und Künstlern geschlagen, in deren stilistisch ganz anderen Arbeiten er die gleiche elementare gestalterische Kraft wieder angetroffen hat. Außerdem hat er seine an New Yorker Künstlern gebildeten Maßstäbe auch auf einige deutsche Künstler übertragen.“ Er verkörpert den Idealtypus eines Galeristen, indem er es sich nicht mit der einmal für neu befundenen, möglicherweise gegen Widerstände durchgesetzten und dann als etabliert geltenden Kunstrichtung bequem gemacht hat, sondern das Neue stets relativierte, der Veränderung der Gesellschaft und ihrer Künstler-Kommentatoren folgte und so sein Präsentationsprogramm ständig regenerierte. Darüber hinaus setzte die Methode der Werkanfertigung vor Ort, mitunter in der Galerie selbst, neue Maßstäbe im Kunstbetrieb. Das ohnehin kunstaffine Köln avancierte dank Ricke endgültig zum Kunstmekka für viele zeitgenössische Kunstschaffende.

## Künstler und Kunstsammler über Ricke
„The relationship with Ricke began as dealer, then friend and art assistant who really enjoyed getting involved in the process of art making. I have enjoyed the dialogue we have maintained about German art and music, and of course the introduction to Germany and its people.“

„[Ricke] demonstrierte […] auf beispielhafte Weise die Galerie als eine primär kulturelle statt kommerzielle Einrichtung. […] Seine Begeisterung für die Kunst und sein Hang, den Wegen der Kunst bedingungslos zu folgen, führt oft dazu, daß er Arbeiten zeigt, die sich um keinen Preis verkaufen lassen, weil sie entweder zu groß oder nicht haltbar sind. Bei ihm kommt die Kunst an erster Stelle, und das Bedürfnis, sie zu zeigen, ist stärker als alle Einwände.“

„Hans Joachim Etzold wußte was er wollte, und daß er es selbst nicht mehr tun konnte. Rolf Ricke hatte das alles, diese Lust, diese Kraft, den Fleiß, die Neugierde, die Sensibilität, das ernsthafte Bemühen um Qualität und, nicht zuletzt, die persönliche Bescheidenheit, sich mit kleinen Gewinnspannen zu begnügen. Und so entstand eine hochqualifizierte Grafik-Dokumentation der fünfziger und sechziger Jahre.“

„[E]r ist Enthusiast, der die Kunst, den Künstler, das Kunstwerk liebt – und was es in ihm und anderen Kunstfreunden auslöst. Deshalb wählte er immer wieder Dinge aus, die andere Kollegen verstörte, aufregte und anregte!“

„Lange Zeit hatte ich das Gefühl, dass es wenige Orte gab, wo ich so freundlich empfangen wurde wie wenn ich seine Galerie besuchte, obwohl dort oft grosse Hektik herrschte und uns jede Menge Besucher und Telefonate in die Quere kamen, wenn wir uns unterhalten wollten.“

„Rolf is somewhat older than me, so he had a very different perspective on this growth [of art market]. It was always great to hear him talk about what he had seen of that explosion and how he felt about it, his longer view helped me to make sense of the moment. Rolf has an unusual enthusiasm for art and it was as a result a real pleasure to work with him!“

## Ausstellungen
In den von Rolf Ricke geführten Galerien wurden rund 330 Ausstellungen gezeigt. Die wichtigsten waren:
- 1965: Jasper Johns
- 1967: Gary Kuehn
- 1968: Bill Bollinger
- 1968: Primary Structure, Minimalart, Popart, Antiform (u. a. mit Andy Warhol, Keith Sonnier, Bruce Nauman)
- 1968: Keith Sonnier
- 1968: Richard Serra
- 1969: Lee Lozano
- 1969: Jo Baer
- 1969: Richard Artschwager
- 1970: Barry Le Va
- 1970: Peter Young
- 1972: Donald Judd
- 1975: Edward Ruscha
- 1985: Horst Münch
- 1987: Günter Umberg
- 1989: Adrian Schiess
- 1989: Aus meiner Sicht (im Kölnischen Kunstverein)
- 1990: Steven Parrino
- 1991: David Reed
- 1992: Kinder! Macht Neues! (u. a. mit Steven Parrino, David Reed, Günter Umberg)
- 1994: Fabian Marcaccio
- 1995: Carl Ostendarp
- 1999: Jessica Stockholder
- 1999: Special Offer (im Kasseler Kunstverein)
- 2000: Pia Fries
- 2001: Gabin Fujita

## Publikationen der Galerie Rolf Ricke
- 1967: Objekt-Serie 13/1967
- 1970: Zeichnungen amerikanischer Künstler
- 1971: Keith Sonnier. Object, Situation, Object 1969–70
- 1980: Robert Smithson 1938–1973. Zeichnungen
- 1981: Keith Sonnier. Runic Serie 1980
- 1985: Ulrike Nattenmüller
- 1992: Kinder! macht Neues!